# إليشا بي. ماينارد
إليشا بي. ماينارد (بالإنجليزية: Elisha B. Maynard)‏ هو سياسي أمريكي، ولد في 21 نوفمبر 1842 في الولايات المتحدة، وتوفي في 28 مايو 1906 بسبرينغفيلد في الولايات المتحدة. حزبياً، نشط في الحزب الديمقراطي. وقد انتخب عضو مجلس نواب ماساتشوستس.
1. ↑   https://archive.org/details/menofprogressone00her/page/71. {{استشهاد ويب}}: |url= بحاجة لعنوان (مساعدة) والوسيط |title= غير موجود أو فارغ (من ويكي بيانات) (مساعدة)